# 王建 (駆逐艦)
王建（ワン・ゴン、日本語読み：おう けん、朝鮮語: 왕건、ラテン文字：Wang Geon, DDH-978）は、大韓民国海軍の駆逐艦。李舜臣級駆逐艦の4番艦。艦名は高麗を建国した太祖王建に由来する。

## 艦歴
「王建」は、KDX-IIに基づく4,400トン級駆逐艦として現代重工業で建造され、2005年5月4日進水、2006年11月10日に就役した。
2009年7月3日、日韓救難共同訓練のため「DDH-973 楊万春」とともに舞鶴に入港し、7月6日には日本海にて「DE-229 あぶくま」、「DD-111 おおなみ」ほかP-3哨戒機など3機とともに参加する。
2010年8月9日、清海部隊第5次隊としてソマリア沖・アデン湾へ向けて釜山から出航する。途中ではスリランカ・コロンボに寄港し、8月26日には韓国海軍としては初めての訪問となる南アフリカ共和国ケープタウンに寄港し朝鮮戦争に参戦した南アフリカと開戦60周年式典に参加する。同年9月13日から船舶護衛任務を開始し、2011年1月20日に帰国する。
2012年4月23日に清海部隊第10次隊として釜山海軍作戦基地から出航し、5月中旬に護衛任務を開始し、10月頃まで継続する予定。
2013年5月3日に清海部隊第13次隊として釜山海軍作戦基地から出航、6月初旬に任務を開始し、10月頃まで継続する予定。